# The Haunted Palace (poema)
"The Haunted Palace" é um poema de Edgar Allan Poe. O poema de 48 linhas foi lançado pela primeira vez na edição de abril de 1839 da revista American Museum de Nathan Brooks. Eventualmente, foi incorporado em "A Queda da Casa de Usher" como uma canção escrita por Roderick Usher.

## Análise
O poema serve como uma alegoria sobre um rei "nos tempos antigos", que tem medo das forças do mal que ameaçam ele e seu palácio, prenunciando a destruição iminente. Como parte de "A Queda da Casa de Usher", Poe disse: "Quero implicar uma mente assombrada por fantasmas — um cérebro desordenado" referindo-se a Roderick Usher.
O poema leva uma mudança acentuada no tom em direção à penúltima estrofe. Depois de discutir a inteligência e a sabedoria do rei, e a música e a beleza no reino:
Mas coisas más, em vestes de tristeza,
Assaltou o estado alto do monarca.
A casa e a família são destruídas e, aparentemente, tornam-se fantasmas.
O início do poema compara a estrutura com uma cabeça humana. Por exemplo, as janelas são olhos, sua porta representando uma boca. O exterior representa características físicas, enquanto o interior representa a mente envolvida em pensamentos imaginativos.

## Histórico da publicação
Em 1845, Thomas Dunn English afirmou que Poe havia tentado vender "The Haunted Palace" a John L. O'Sullivan, do Democratic Review, mas foi rejeitado porque "achou impossível compreendê-lo". Não está claro se isso é verdade. O poema foi publicado na edição de abril de 1839 do Baltimore Museum.

## Recepção critica
Rufus Wilmot Griswold, um conhecido rival de Poe, alegou que Poe havia plagiado o poema de "Beleaguered City", de Henry Wadsworth Longfellow. Poe negou essa acusação e sugeriu que Longfellow tivesse, de fato, plagiado com ele. No entanto, "The Haunted Palace" foi um dos poemas destacados em The Poets and Poetry of America, de Griswold, uma das primeiras antologias da poesia americana em 1842. Quando o poema foi reimpresso pelo New World em 1845, Charles Eames o apresentou como requintado:

"Dificilmente podemos nos lembrar de toda a bússola da poesia americana, um retrato da idealidade mais intensa e brilhante".

## Adaptações
Em 1904, o compositor francês Florent Schmitt escreveu um estudo, Le palais hanté, derivado de "The Haunted Palace".
Em 1963, o poema forneceu o título de um filme de Roger Corman com o mesmo nome. O enredo real do filme de Corman, The Haunted Palace, vem quase inteiramente de The Case of Charles Dexter Ward, um romance de H. P. Lovecraft. Em 1963, Corman havia produzido vários filmes altamente lucrativos com base no trabalho de Poe, mas Lovecraft naquela época não era um autor conhecido; de acordo com Corman no DVD making-of featurette, o estúdio o forçou a nomear este filme como um dos poemas de Poe (e incluiu uma epígrafe de Poe nos créditos) para que o público acreditasse que fosse outro filme baseado nos escritos de Poe.
Em 1987, a banda de rock búlgara Shturcite lançou uma música, "Omagiosaniyat zamuk". A letra da música é uma tradução do The Haunted Palace para búlgaro, mas, em 1990, quando a faixa foi lançada na compilação The Crickets, o título da faixa foi traduzido novamente para o inglês como "The Haunted Castle".
Em 2009, o compositor lituano de música clássica contemporânea Giedrius Alkauskas escreveu uma canção artística para um cantor baixo e um piano, baseada na tradução de "The Haunted Palace" para o lituano, feita por Aleksys Churginas.